# Stanisław Wojciechowski
Pour les articles homonymes, voir Wojciechowski.
Stanisław Wojciechowski, né le 15 mars 1869 à Kalisz et mort le 9 avril 1953 à Varsovie, est un homme d'État polonais. Il est président de la République du 22 décembre 1922 au 14 mai 1926.

## Biographie

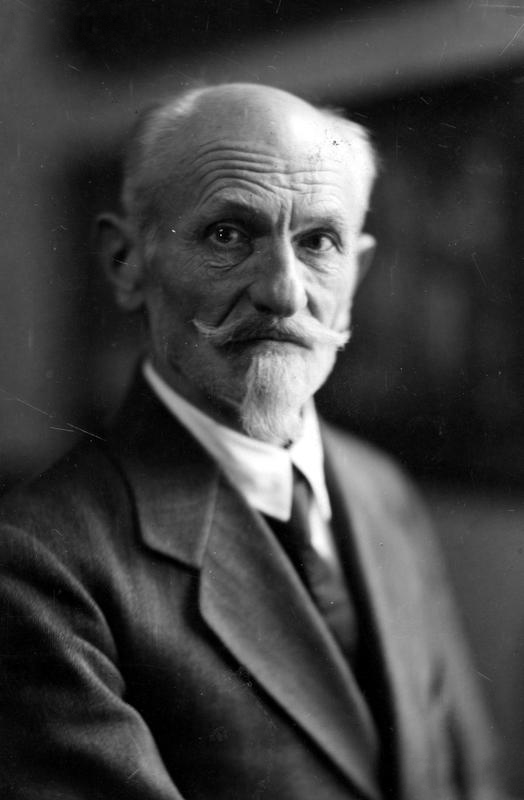
Portrait de Stanisław Wojciechowski.

Stanisław Wojciechowski étudie les mathématiques et la physique à l'université de Varsovie de 1888 à 1891. À l'université, il est membre de deux organisations souterraines, la Zet (« Union des jeunes polonais ») et l'Union des travailleurs. Stanisław Wojciechowski est arrêté en 1891 en raison de son adhésion au mouvement socialiste polonais qui lutte pour l'indépendance de la Pologne, contre le joug de l'Empire russe. Après sa libération, Stanisław Wojciechowski trouve refuge en France à Paris et participe au Congrès de Paris.
En 1893, Stanisław Wojciechowski participe à la fondation du Parti socialiste polonais à Vilnius. Là, il rencontre son futur camarade Józef Piłsudski. De nouveau arrêté en 1895, il est officiellement expulsé de France, mais il y reste clandestinement jusqu'en 1899. Cette année-là, il part pour Londres. En Angleterre, il publie le périodique du Parti socialiste polonais Przedswit (L'Aube).
En 1905, avec Józef Piłsudski, il édite le journal Robotnik (L'Ouvrier).
En 1906, il retourna en Pologne. Il se retire du Parti socialiste et participe à l'établissement des coopératives en Pologne. Il fonde le journal Spolem (Ensemble).
Lors de la Première Guerre mondiale, il se réfugie à Moscou. En 1917, il y devient président du Conseil des partis polonais. Il retourne à Varsovie après la Révolution d'Octobre. Il organise alors l'armée polonaise. Entre 1919 et 1920, il est ministre de la Défense de trois gouvernements.
En 1922, il devient président de la Pologne, jusqu'en 1926.